# Casuariidae
Pour les articles homonymes, voir Casoar.
Casuarius
Famille
Genre

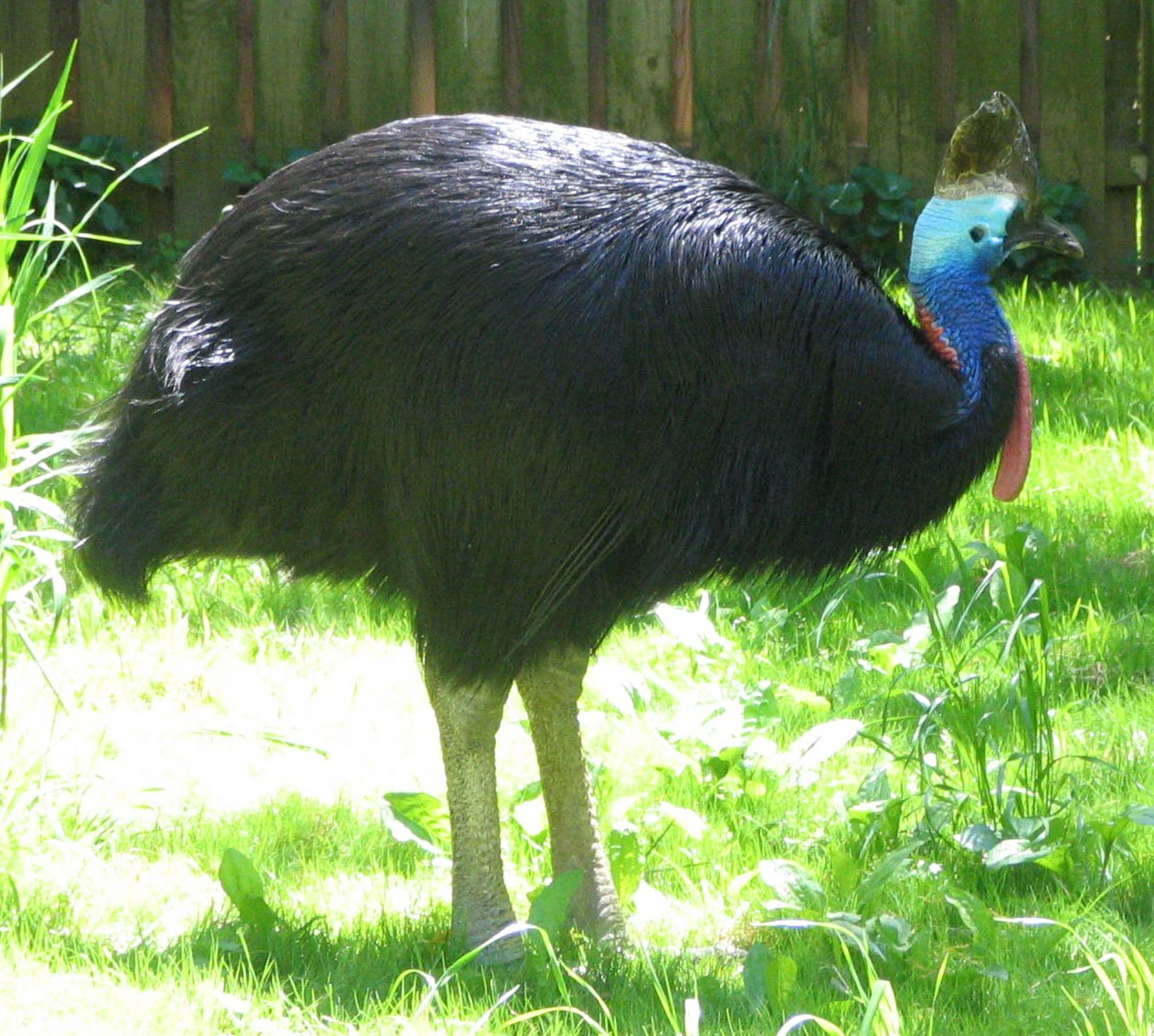
Casoar à casque (Casuarius casuarius)

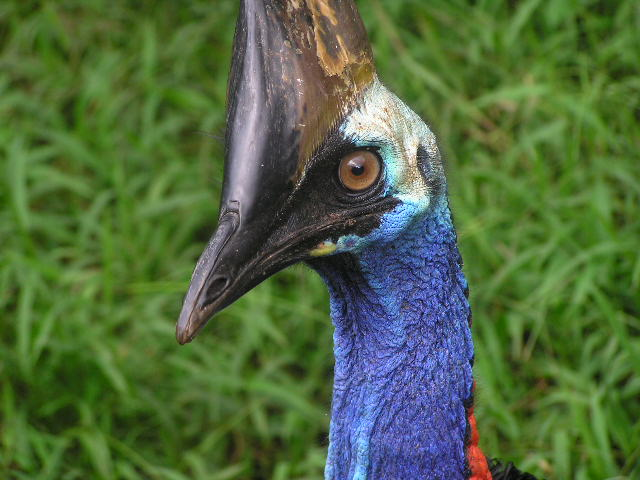
Tête de profil

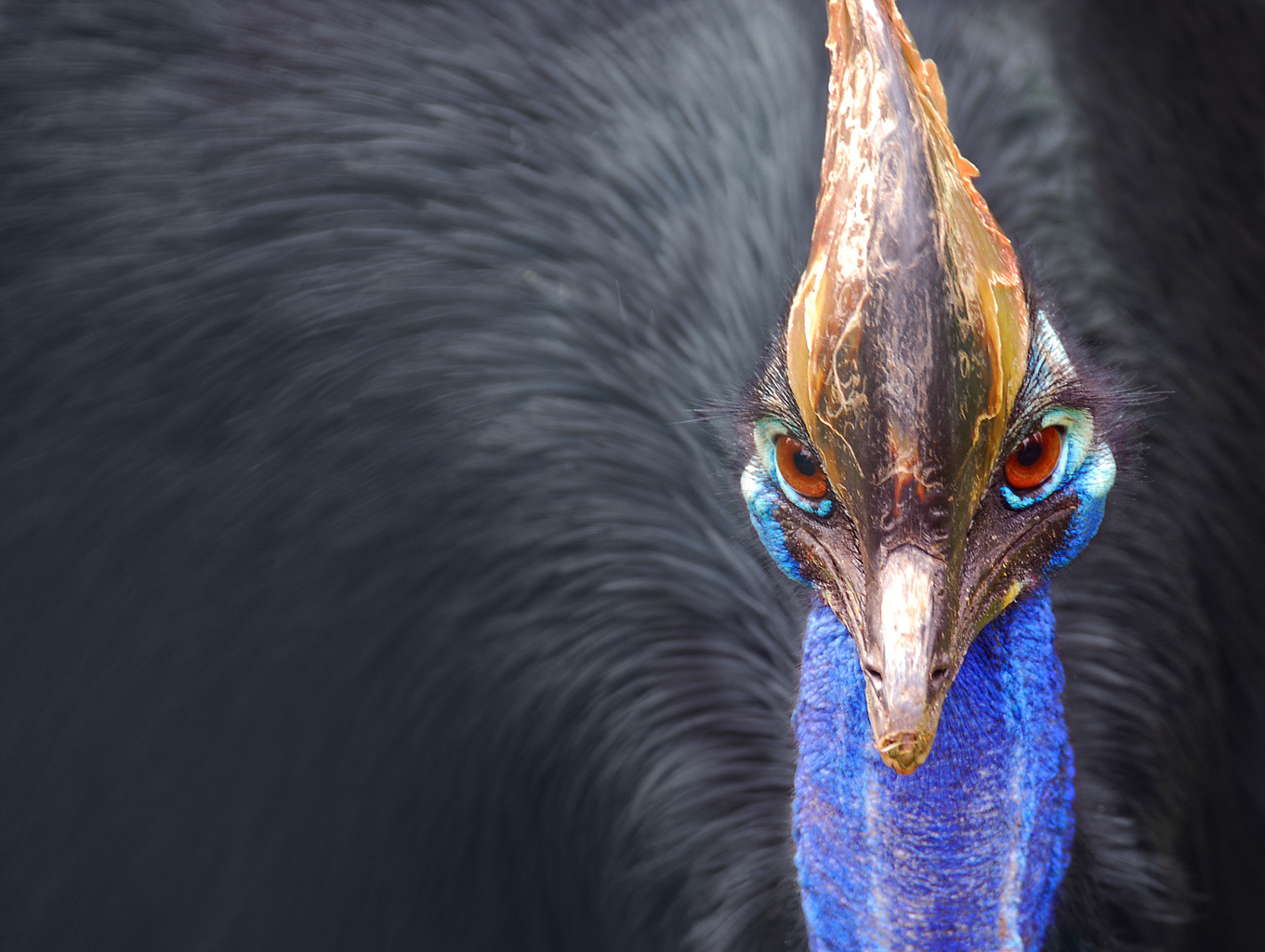
Tête de face

La famille des casuariidés, ou Casuariidae, très grands oiseaux ratites (struthioniformes), inaptes au vol, comprend trois espèces de casoars : le casoar à casque, le casoar de Bennett et le casoar unicaronculé.
Leur aire de répartition comprend surtout la Nouvelle-Guinée, où ils sont les plus grands animaux terrestres, mais le casoar à casque vit aussi sur la péninsule australienne du cap York. Le nom « casoar » est dérivé du malais « kesuari ».

## Caractères distinctifs
Par rapport aux autres oiseaux coureurs, les casoars se distinguent par une proéminence sur la tête, en forme de casque et recouverte de tissu corné. La fonction de ce casque est encore énigmatique. Traditionnellement, l'explication en était qu'il fournissait une protection contre les blessures à la tête pendant les déplacements rapides dans la forêt épaisse ; cependant les casoars tiennent leur tête toujours droite et le casque ne pourrait avoir une fonction protectrice que si la tête était penchée en avant. Une fonction possible pourrait être l'indication du rang social ; en d'autres termes, la taille du casque reflèterait le statut social d'un individu et jouerait ainsi un rôle dans le comportement social, hypothèse peu compatible avec le tempérament solitaire des casoars. Le casque pourrait également jouer un rôle dans les communications acoustiques à basse fréquence des casoars.
La tête est déplumée, et le cou également chez deux espèces. Dans ces deux dernières, on voit la peau bleue et rouge, ainsi que des caroncules pendantes. Le nombre de ces caroncules caractérise les espèces : aucune chez les casoars de Bennett, une chez le casoar à une caroncule, et deux chez le casoar à casque. Ces couleurs vives pourraient servir de signal dans la forêt épaisse. La couleur de ces parties du cou peut changer selon l'humeur de l'oiseau.
Le plumage uniformément noir du casoar présente quelques particularités. Par exemple, comme chez les émeus apparentés, il n'y a pas de rectrices, et les rémiges sont réduites à la tige. Les ailes existent, mais réduites à de petits moignons.
Les jambes sont extrêmement fortes, disposent de trois orteils (tridactylie) et permettent des vitesses jusqu'à 50 km/h. L'orteil interne est muni d'une griffe en forme de poignard, jusqu'à 10 cm, qui peut être utilisée comme une arme dangereuse.
Les casoars à casque (Casuarius casuarius) adultes peuvent mesurer jusqu'à 1,70 m et peser jusqu'à 80 kg. Parmi les oiseaux vivant actuellement, ils sont ainsi les plus lourds après l'autruche. Les sexes sont difficiles à distinguer. Les femelles sont en moyenne un peu plus grandes, avec un plumage plus coloré, et des casques plus grands. Mais ce ne sont pas des caractéristiques suffisamment bien définies pour permettre une identification certaine. Les jeunes ont un plumage brun ; il leur manque les couleurs brillantes du cou et leurs casques sont nettement plus petits. Les peuples papous prêtent à ce casque la capacité des casoars à briser les noix de coco pour se nourrir et pensent qu’il s’est développé à cette intention, ainsi qu’à répondre aux prédateurs avec cette arme puissante. De fait, il arrive souvent, lorsqu’un Casoar veut éloigner ou chasser un importun de son territoire, qu’il frappe à la tête en provoquant des dommages potentiellement mortels.

## Répartition et habitat
Les casoars vivent dans les forêts pluviales tropicales principalement en Nouvelle-Guinée et marginalement au Queensland. Les trois espèces partagent des habitats semblables, mais évitent de se rencontrer, ce qui est naturel, car elles n'habitent pas les mêmes zones d'altitude : le casoar unicaronculé vit dans les forêts de basse altitude et les savanes humides, le casoar à casque à altitude moyenne, et le casoar de Bennet dans la forêt de montagne, jusqu'à 3 000 m d'altitude. Cependant, il y a des intersections entre habitats, et pas de frontière nette ; dans les régions où les autres espèces n'existent pas, le casoar de Bennett peut descendre jusqu'au niveau de la mer. Comme ils se nourrissent de fruits toute l'année, ils ne peuvent survivre que dans de grandes forêts disposant d'une grande variété d'espèces.
Il semble que l’Australie a été occupée par les casoars au Pléistocène. Il n'en survit que des casoars à casque dans la péninsule du cap York au nord du Queensland. Là aussi, les casoars sont de purs habitants des forêts. Le fait qu'ils soient observés parfois dans les champs réside dans le fait que la destruction croissante des forêts les oblige à traverser ces espaces libres.
En outre, les casoars vivent sur quelques îles voisines de la Nouvelle-Guinée : casoars à casque sur les îles de Céram et d'Aru, casoars de Bennett sur la Nouvelle-Bretagne et les îles Yapen, casoars unicaronculés sur les îles Yapen et Salawati. On ne sait d'ailleurs pas si ces casoars sont issus de populations autochtones, ou s'ils ont été introduits par le commerce de jeunes oiseaux avec les habitants de Nouvelle-Guinée.

## Mode de vie

### Comportement
Les casoars sont des oiseaux craintifs, qui vivent cachés dans les forêts profondes, et qui s'éloignent la plupart du temps avant qu'un homme ne remarque leur présence. En raison de ce mode de vie caché, les casoars sont mal connus. Pendant la journée, ils se reposent. Ils sortent la nuit, avec des pointes d'activité à l'aube et au crépuscule. Ils consacrent la plupart de leur activité à chercher de la nourriture. Pour cela, ils fraient des sentiers dans les sous-bois, qu'ils réutilisent largement.
En dehors des périodes de reproduction, les casoars sont des solitaires territoriaux. Ils émettent des sons de menace à basse fréquence, jusqu'à 23 Hz, qui peuvent servir à la communication. Comme les sons graves ne s'atténuent que peu avec la distance, ils pourraient servir de moyen de communication approprié dans la forêt humide dense. Il est possible que le casque serve à capter ce genre de sons graves. Mais jusqu'à présent, il n'a pas été possible d'étudier suffisamment les fonctions du casque et la communication intraspécifique des casoars pour tirer des conclusions définitives.
Les casoars, quand ils ont des petits ou se sentent cernés, peuvent réagir de façon extrêmement agressive. Avant une attaque, ils font normalement des gestes de menace, en hérissant les plumes ou baissant la tête jusqu'au sol, gonflant le cou, et tremblant de tout le corps. Au moment de l’attaque réelle, le casoar attaque avec ses deux pattes à la fois. Les griffes en forme de poignard peuvent provoquer les plus graves blessures : des cas mortels sont arrivés, mais rarement.

### Reproduction
La période exacte de la reproduction des diverses espèces n'est pas connue. La plupart des populations semblent couver entre juin et octobre, mais on a déjà trouvé des oiseaux couvant à toutes les saisons. Le mâle surveille un domaine de 1 à 5 km2. Si une femelle y pénètre, le mâle commence la parade nuptiale. Il hérisse ses plumes et tourne lentement autour de la femelle ; il gonfle son cou, en le colorant de manière particulièrement vive, et fait entendre un sourd « bou-bou-bou ».
Après l’accouplement, le couple reste ensemble quelques semaines. La femelle pond de trois à cinq œufs dans un nid creusé par le mâle. Ce sont de très gros œufs, qui peuvent peser jusqu'à 650 g. Après la ponte, la femelle quitte le nid. Souvent elle va dans le territoire d'un autre mâle, pour s'accoupler avec lui. Le mâle, lui, reste avec la ponte pour s'occuper tout seul de la couvée et de l’élevage des jeunes.
Les poussins éclosent après 49 à 56 jours. Ils sont revêtus d'un plumage brun clair, avec des raies plus sombres le long du corps. Quelques heures après l'éclosion, ils sont capables de marcher, et ils suivent leur père pendant environ neuf mois. Avant six mois, ils revêtent le plumage brun uniforme des jeunes, et environ en même temps, on peut commencer à apercevoir leur casque. Ce n'est qu'au cours de leur deuxième année qu'ils prennent progressivement l'aspect des adultes, et qu'ils atteignent leur taille. À trois ans et demi, ils atteignent la maturité sexuelle.
On ne sait pas grand-chose de leur durée de vie potentielle. Les estimations varient entre 12 et 19 ans à l'état sauvage. Cependant, des casoars ont atteint 40 ans dans quelques parcs zoologiques.

### Nourriture
Les casoars se nourrissent principalement de fruits, qu'ils ramassent par terre, ou qu'ils cueillent sur des branches basses. En outre, ils mangent des champignons, des insectes, des grenouilles, des serpents et d'autres petits animaux. Comme les autres ratites, les casoars avalent des cailloux, qui servent comme gastrolithes pour broyer la nourriture dans l'estomac. Ils boivent régulièrement ; l'eau est d'habitude disponible plus qu'à profusion dans leur habitat.

### Prédateurs
L'homme mis à part, les casoars de Nouvelle-Guinée n'ont aucun prédateur naturel. Cependant des chiens errants retournés à la vie sauvage peuvent être dangereux pour les jeunes. À l’âge adulte, il ne craint rien en raison de ses griffes qui telles des couteaux peuvent couper très profondément. Un homme de 75 ans est d’ailleurs décédé aux États-Unis en avril 2019 des suites des blessures causées par l’attaque de l’oiseau.

## Classement systématique
Au sein des ratites, les parents les plus proches sont les émeus, que l'on réunit parfois dans un sous-ordre de Casuarii.
Les casoars comprennent trois espèces, qui appartiennent toutes trois au genre Casuarius.
D'après la classification de référence (version 15.1, 2025) du Congrès ornithologique international (ordre phylogénique) :
- Casoar à casque — Casuarius casuarius (Linnaeus, 1758)
- Casoar de Bennett — Casuarius bennetti Gould, 1858
- Casoar unicaronculé — Casuarius unappendiculatus Blyth, 1860

On discute de l’existence d'une quatrième espèce (Casoar papou, Casuarius papuanus), dont les différences avec le casoar de Bennett seraient minimes.
En tout, on a décrit 42 sous-espèces de ces trois espèces. Cependant ces descriptions ont été faites sur la base d'oiseaux capturés, dont l'origine n'était pas connue. Comme les différences entre sexes, âges et individus ne sont pas suffisamment bien établies, il ne semble pas sensé de subdiviser actuellement les espèces de casoars en sous-espèces.
D'après The Paleobiology Database, cette famille contient aussi ces taxons fossiles :
- Genre Emuarius - « emuwaries » (fossile)
  - Emuarius guljaruba (Oligocène tardif - Miocène tardif)
  - Emuarius gidju (Wipajiri Miocène précoce du lac Ngapakaldi)

## Histoire fossile
Les gisements de fossiles de casoars sont rares. La plupart des découvertes se réduisent à des fragments, dont on ne peut dire avec certitude si ce sont des émeus ou des casoars. Toutes ces découvertes ont été faites en Australie. Un fossile qui peut être identifié avec certitude comme un casoar de Bennett, provient du Pléistocène, en Nouvelle-Galles du Sud, et fait penser que les casoars ont eu en Australie une bien plus grande extension qu'aujourd'hui. Un seul fossile est plus ancien que le Pléistocène : il provient du Pliocène australien, soit plus de 4 millions d'années, et son classement parmi les casoars est incertain.

## Les casoars et les hommes
Les casoars jouent un rôle dans la vie de tous les jours des peuples papous. D'une part, ils sont chassés pour leur viande, qui a la réputation d'être excellente. Une tribu du nord de la vogelkop, région de Saosapor, considère cependant le Casoar comme son ancêtre, raison pour laquelle la consommation de sa viande est restée tabou, quoiqu'aujourd'hui les hommes ne la dédaignent pas ; les femmes n'en consomment toutefois pas. Les plumes servent de décoration, et les tiges des rémiges peuvent encore être utilisées comme baguettes de nez ou de lèvres. Les griffes ont été utilisées comme pointes de flèches, les os des jambes ont permis de fabriquer des outils et des armes.
Les casoars avaient[Quand ?] une telle valeur, qu'ils faisaient l’objet depuis au moins cinq siècles d'un commerce entre papous et navigateurs d'Asie du Sud-Est. Les papous apportaient surtout des jeunes casoars à la côte, et les échangeaient contre des marchandises ; il semble que la contrevaleur acceptée d'un casoar eût été de huit cochons. On suppose que les casoars sauvages de bien des petites îles ont atteint de cette manière leur aire de répartition présente.
Outre leur utilisation pratique, les casoars ont aussi joué un rôle spirituel dans les communautés papoues. Ils émergent dans de nombreux mythes et fables. Comme il y a de nombreux peuples papous, de mœurs et d'usages différents, on ne peut rien dire de général sur ces représentations spirituelles. Citons seulement deux exemples : le peuple de Calam tient les casoars pour des réincarnations d'ancêtres féminins, ce pourquoi la chasse aux casoars leur est interdite ; chez les Ilahita Arapesh, la déesse-mère apparaît sous la forme d'un casoar, et fait partie de nombreux rituels de fertilité.
L'IUCN juge deux espèces (casoar unicaronculé et casoar à casque) comme menacées. Cependant les effectifs de population de ces deux espèces ne sont pas connus même grossièrement, car de grandes parties de la forêt pluviale de Nouvelle-Guinée ne sont toujours pas accessibles. En Australie, le casoar à casque est très rigoureusement protégé.

### Filmographie
- Kasuare - Australiens schräge Vögel (Les casoars, oiseaux tordus d'Australie), documentaire, Australie, 2008, 43 min. Scénario et réalisation : Bianca Keeley. Production ZDF. Première émission le 13 janvier 2009, sur Arte (annonce).